# Katedra w Brecon
Katedra w Brecon (wal. Eglwys Gadeiriol Aberhonddu, ang. Brecon Cathedral) – anglikańska katedra, należąca do Kościoła w Walii, sięgająca swymi korzeniami roku 1093, kiedy założono w Brecon opactwo benedyktynów pod wezwaniem św. Jana Ewangelisty. Po rozwiązaniu klasztorów w 1537 roku dotychczasowy kościół klasztorny stał się kościołem parafialnym w Brecon. W 1923 roku, o ustanowieniu diecezji Swansea i Brecon podniesiony do rangi katedry. Katedra w Brecon wraz z należącymi do niej budynkami znajduje się otoczonym murem na terenie, stanowiąc jedyny tego rodzaju kompleks (ang. Close) w Walii. 
Katedra od 16 stycznia 1952 roku jest wpisana na listę Zabytków Walii pod nr 6998.

## Historia

### Okres katolicki
W 1093 roku normandzki rycerz Bernard de Neufmarché, fundator zamku w Brecon, podarował Rogerowi, mnichowi z opactwa benedyktynów w Battle „kościół św Jana Ewangelisty za murami”. Wspólnota założona w Brecon podlegała opactwu w Battle. Kościół klasztorny został przebudowany około 1230 roku, zachowując z dawnego, XI-wiecznego kościoła jedynie kilka fragmentów muru i chrzcielnicę. Nawa pierwszego kościoła i jej późniejsze odpowiedniki były również wykorzystywane jako kościół parafialny; Obecny kościół wykazuje wiele stylistycznych powiązań z kościołami w Herefordshire. Wschodnia część obecnego budynku pochodzi z około 1230 roku, nawa główna z końca XIII, a nawy boczne z początku XIV wieku. Kaplicę Harvarda zbudowano XIV wieku. 
Pod koniec XV i na początku XVI wieku kościół klasztorny stał się miejscem pielgrzymek w dużej mierze ze względu na imponujące, pozłacane lektorium, oddzielające nawę od prezbiterium, zdemontowane po nastaniu reformacji. Nie zachowały się opisy precyzyjnej konstrukcji lektorium, a jedynie kilka szkiców na podstawie poezji walijskiej z tamtego okresu, dających pogląd na przypuszczalny jego wygląd. O jego skali i rozmiarach dają pogląd zachowane na zakończeniu nawy powyżej ambony i na przeciwległej ścianie ślady wrót dających dostęp do górnej części lektorium oraz kamienne konsole służące do podtrzymywania jego konstrukcji nośnej.

### Okres poreformacyjny
W 1538 roku, w wyniku administracyjnego procesu rozwiązywania klasztorów (Dissolution of the Monasteries), opactwo benedyktyńskie Brecon przestało istnieć, a dotychczasowy kościół klasztorny stał się kościołem parafialnym, służącym lokalnej społeczności.
Dach i wieża świątyni pochodzą z XVI wieku. Pod koniec XVIII i w XIX wieku kościół był kilkakrotnie restaurowany; restauracjami w latach 1860 i 1872 kierował George Gilbert Scott. Około 1914 roku problemy konstrukcyjne z wieży spowodowały podjęcie prac mających na celu jej wzmocnienie, którymi kierował W. D. Caroe; ten sam architekt przebudował w 1929 roku kaplice w części południowo-wschodniej, a w 1934 roku zaprojektował obecne retabula. Jego syn, Alban Caroe w 1959 roku przebudował kaplicę Harvarda.

## Ustanowienie katedry
W 1920 roku, w wyniku oddzielenia Kościoła w Walii od Kościoła Anglii utworzono w nowo powstałej prowincji dwie nowe diecezje, z których jedną była diecezja Swansea i Brecon. W 1923 roku dawny kościół klasztorny został wybrany na katedrę nowej diecezji.